# Amethysphaerion
Amethysphaerion is een kevergeslacht uit de familie van de boktorren (Cerambycidae). De wetenschappelijke naam van het geslacht werd voor het eerst geldig gepubliceerd in 1975 door Martins & Monné.

## Soorten
Amethysphaerion omvat de volgende soorten:
- Amethysphaerion eximium Martins & Napp, 1992
- Amethysphaerion falsus Martins, 1995
- Amethysphaerion guarani Martins & Napp, 1992
- Amethysphaerion jocosum Martins & Napp, 1992
- Amethysphaerion nigripes Martins & Monné, 1975
- Amethysphaerion submetallicum Martins & Napp, 1992
- Amethysphaerion trinidadense (Gilmour, 1963)
- Amethysphaerion tuna Martins, 2005